# Вільнюс Сівейс
Vilnius Seaways — вантажо-пасажирський пором класу «RoRo», що зареєстрований у литовському порту Клайпеда, належить данській компанії «DFDS A/S» та експлуатується українською судноплавною компанією «Укрферрі». Перебуває під класифікаційним наглядом «Німецького Ллойда».
Судно споруджене 1987 року на німецькій судноверфі «Матіас Тезен» у Вісмарі. До розпаду СРСР належав радянській судноплавній компанії  ГП «ЛитМП ММФ СССР», після чого перейшов у власність «Литовської судноплавної компанії», яка продовжила його експлуатацію в акваторії Балтійського моря. У 2001 році судно перейшло до чергового власника — данської компанії «DFDS A/S», яка у 2011 році перевела його до акваторії Чорного моря та передала в експлуатацію українській компанії «Укрферрі».
Судно виконує регулярні поромні рейси в акваторії Чорного моря за маршрутами: Чорноморськ (Україна) — Варна (Болгарія), Чорноморськ (Україна) — Поті / Батумі (Грузія), Варна (Болгарія) — Батумі (Грузія) та Чорноморськ (Україна) — Гайдарпаша (Туреччина).